# Cadillac (Gironda)
Cadillac è un comune francese di 2 465 abitanti situato nel dipartimento della Gironda nella regione della Nuova Aquitania.

## Società

### Evoluzione demografica
Abitanti censiti

## Vino
Cadillac, insieme ad altri 21 comuni, è parte della zona di produzione dell'omonimo vino.
La zona geografica della denominazione di origine controllata «Cadillac» è caratterizzata da rilievi ben pronunciati e talvolta scoscesi (i punti più alti raggiungono 120 metri di altitudine.). Numerosi piccoli corsi d’acqua, affluenti della Garonna che hanno scavato il loro letto nel basamento calcareo, drenano perfettamente la zona nel suo complesso.
La zona geografica beneficia in autunno di un mesoclima particolare. Su queste colline ben esposte, l’umidità delle foschie mattutine che si alzano dai meandri della Garonna si alterna a periodi molto caldi e soleggiati. Lungo i versanti con un buon orientamento, il clima favorisce lo sviluppo sulla buccia dell’uva della «muffa nobile» (Botrytis cinerea), un fungo microscopico che dà origine a eccellenti vini liquorosi, in condizioni ecologiche specifiche.